# Catherine McClements
Catherine McClements (nascida em 1965, em Melbourne), é uma atriz australiana. Ela é mais conhecida por ter interpretado Rachel Goldstein na série australiana Water Rats.